# Isòtops del dubni
El dubni (Db) no té cap isòtop estable. S'han caracteritzat 16 isòtops, el més estable dels quals és el 268Db, amb un període de semidesintegració de 32 hores.

## Taula
| Símbol del núclid | Z(p)                | N(n)          | massa isotòpica(u) | període de semidesintegració | Espín nuclear | composició isotòpics representativa (fracció molar) | rang de variació natural (fracció molar) |
| ----------------- | ------------------- | ------------- | ------------------ | ---------------------------- | ------------- | --------------------------------------------------- | ---------------------------------------- |
| Símbol del núclid | energia d'excitació |               |                    | període de semidesintegració | Espín nuclear | composició isotòpics representativa (fracció molar) | rang de variació natural (fracció molar) |
| 255Db             | 105                 | 150           | 255.10740(45)#     | 1.7(5) s [1.6(+6-4) s]       |               |                                                     |                                          |
| 256Db             | 105                 | 151           | 256.10813(31)#     | 1.9(4) s [1.6(+5-3) s]       |               |                                                     |                                          |
| 257Db             | 105                 | 152           | 257.10772(24)#     | 1.53(17) s [1.50(+19-15) s]  | (9/2+)        |                                                     |                                          |
| 257mDb            | 100(100)# keV       | 100(100)# keV | 100(100)# keV      | 790(130) ms [0.76(+15-11) s] | (1/2-)        |                                                     |                                          |
| 258Db             | 105                 | 153           | 258.10923(37)#     | 4.5(6) s                     |               |                                                     |                                          |
| 258mDb            | 60(100)# keV        | 60(100)# keV  | 60(100)# keV       | 20(10) s                     |               |                                                     |                                          |
| 259Db             | 105                 | 154           | 259.10961(23)#     | 0.51(16) s                   |               |                                                     |                                          |
| 260Db             | 105                 | 155           | 260.11130(25)#     | 1.52(13) s                   |               |                                                     |                                          |
| 261Db             | 105                 | 156           | 261.11206(25)#     | 1.8(4) s                     |               |                                                     |                                          |
| 262Db             | 105                 | 157           | 262.11408(20)#     | 35(5) s                      |               |                                                     |                                          |
| 263Db             | 105                 | 158           | 263.11499(18)#     | 29(9) s [27(+10-7) s]        |               |                                                     |                                          |
| 264Db             | 105                 | 159           | 264.11740(25)#     | 3# min                       |               |                                                     |                                          |
| 265Db             | 105                 | 160           | 265.1186(3)#       | 15# min                      |               |                                                     |                                          |
| 266Db             | 105                 | 161           | 266.12103(39)#     | 20# min                      |               |                                                     |                                          |
| 267Db             | 105                 | 162           | 267.12238(50)#     | 73(+350-33) min              |               |                                                     |                                          |
| 268Db             | 105                 | 163           | 268.12545(57)#     | 32(+11-7) h                  |               |                                                     |                                          |
| 269Db             | 105                 | 164           | 269.12746(83)#     | 3# h                         |               |                                                     |                                          |
| 270Db             | 105                 | 165           | 270.13071(77)#     | 1# h                         |               |                                                     |                                          |